# マグニフィセント・ミミ
マグニフィセント・ミミ（英語: Magnificent Mimi）のリングネームで知られるミミ・ダイアン・レセオス（英語: Mimi Diane Lesseos、1959年1月19日 - ）は、アメリカ合衆国の元女子プロレスラーで、現在は女優、モデル。

## 来歴
カリフォルニア州ロサンゼルスのハリウッド出身。ギリシャ人の父とメキシコ人の母の間で5人兄弟の末っ子として生まれる。6歳で格闘技を始め、16歳でプロレスデビュー。
1988年、AWAデビュー。メドゥーサ・ミセリーの持つAWA世界女子王座への指名挑戦者に選ばれるが、ミセリーに拒否された。その後、ミセリとはタッグマッチで対戦。その後ミセリーへの王座挑戦が実現したが、王座奪取はならなかった。1989年12月、獲得できなかったAWA王座のベルトを持ちPLAYBOYにグラビアが掲載された。
AWA崩壊後は女子団体のLPWAに参戦し、LPWA王座にも挑戦、テリー・パワーやレジー・ベネットと抗争を繰り広げた。
ジャパン女子プロレスやFMWに来日もしている。FMWでは里美和とタイトルマッチを決行した。
1994年に引退し女優に転身。スタントウーマンも兼ね、テレビドラマや映画にて活躍。
双子のシングルマザーでもある。

## 得意技
- ブレーンバスター
- スクールボーイ
- ミサイルキック

## 獲得タイトル
- 全欧選手権